# キャロットケーキ

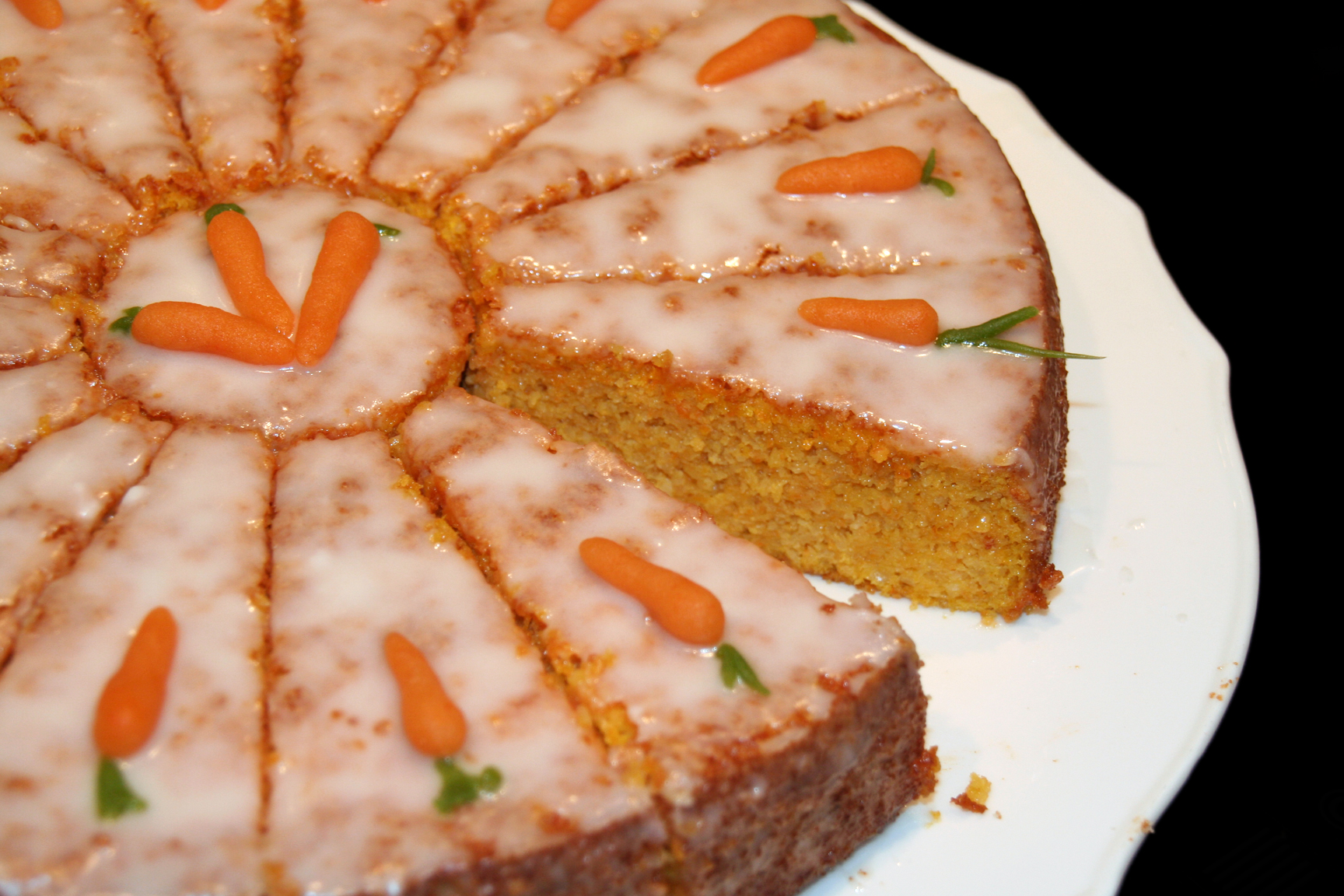
キャロットケーキ

キャロットケーキ (Carrot cake) は、生地にすりつぶしたニンジンを混ぜたケーキである。ニンジンを混ぜることによって、材料が柔らかくなり、出来上がったケーキも柔らかく濃密な食感になる。ニンジンそのものの風味、食感、見た目も付加される。

## 材料
その名前によらず、キャロットケーキの製造工程（卵や砂糖等の湿った材料を全て混ぜ、乾いた材料も別に全て混ぜ、湿った材料を乾いた材料と混ぜる）や出来上がったものの堅さ（通常、ケーキより密度が大きく、パンよりも荒い）はクイックブレッドにより近い。
多くのキャロットケーキのレシピでは、ナッツ、レーズン、パイナップル、ココナッツ等が加えられる。

## 飾りつけ
キャロットケーキはそのまま食べられることが多いが、アイシングされたり、しばしば刻んだクルミを加えたクリームチーズで覆われることもある。ニンジンをかたどったマジパンが飾られることもある。
ローフケーキやシートケーキ、カップケーキの形で作られ、特にイギリスや北アメリカでは包装しない状態で食料雑貨店やパン屋等で売られる。層状に重ねられることもある。

## 歴史
ニンジンは、中世の時代から菓子に用いられてきた。この時代は甘味料は希少で高価であり、野菜の中でテンサイに次いで糖分を多く含むニンジンは入手しやすく、デザートを作るのに用いられた。第二次世界大戦中の配給制のせいで、当時のイギリスでキャロットケーキの人気が復活した。
キャロットケーキは1960年代初めのアメリカ合衆国において、レストランやカフェテリア等で初めて商業的に販売された。最初は贈答用であったが、人々が好んだため、キャロットケーキは標準的なデザートとなった。2005年、アメリカのフード・ネットワークは、クリームチーズでアイシングしたキャロットケーキを1970年代の流行食トップ5の第5位とした。

## 関連文献
- Brown, Alton (2002) I'm Just Here for More Food: Food x Mixing + Heat = Baking. New York, N.Y.: Stewart, Tabori & Chang ISBN 1-58479-341-4
- Davidson, Alan (1999) Oxford Companion to Food; illustrations by Soun Vannithone. London: Oxford University Press 2006 ISBN 0-19-280681-5